# Jakubów
Jakubów es un pueblo de Polonia, en Mazovia.  Es la cabecera del distrito (Gmina) de Jakubów, perteneciente al condado (Powiat) de Mińsk.
Entre 1975 y 1998 perteneció al voivodato de Siedlce.

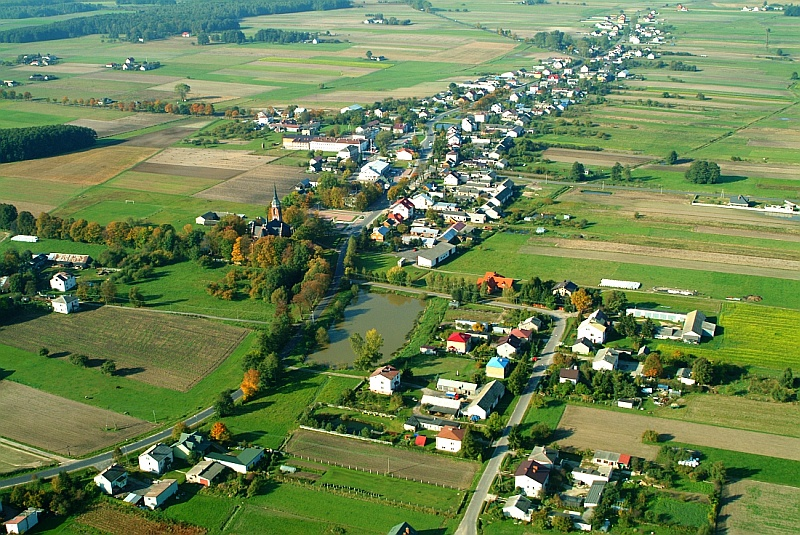
Vista de Jakubów.